# Akira Makino
Akira Makino (novembro de 1922 - maio de 2007) foi um ex-médico da Marinha Imperial Japonesa o qual, em 2006, tornou-se o primeiro ex-soldado japonês a admitir ter realizado experimentação com seres humanos nas Filipinas, durante a Segunda Guerra Mundial.

## Experiências com seres humanos
Entre dezembro de 1944 e março de 1945, Makino confessou ter dissecado em vida pelo menos dez prisioneiros filipinos, incluindo duas adolescentes. As vítimas tiveram fígado, rins e útero extraídos, e só morreram quando ele abriu seus corações.
Ainda segundo Makino, o objetivo de tais atrocidades era "educativo", visto que ele precisava aperfeiçoar seus estudos de anatomia. Com o mesmo propósito "educativo", soldados acompanharam a vivissecção das mulheres: eles sabiam pouco sobre mulheres - era educação sexual, alegou o ex-médico.
As vítimas foram anestesiadas antes da vivissecção. Particularmente na China ocupada, os prisioneiros não costumavam ter tanta sorte.